# Kristalna noč
Kristalna noč (nemško Kristallnacht, tudi Pogromnacht) je pogrom nad Judi, tako poimenovan zaradi razbitih izložb trgovin v lasti judovskih trgovcev. Pogrom se je sistematično odvijal po Nemčiji in delih Avstrije v noči na 10. november 1938, vodile pa so ga enote Sturmabteilung (SA).
Ta pogrom pomeni tudi začetek načrtnega uničevanja judovskega prebivalstva. Veliko Judov so pripadniki paravojaških enot pobili, kakih 30 000 pa so jih odpeljali v koncentracijska taborišča. V kristalni noči je bilo požganih, uničenih in oskrunjenih tudi 1668 sinagog in okoli 7000 trgovin.

## Povod
28. oktobra 1938 je bilo v okviru antisemitske politike Adolfa Hitlerja iz Nemčije na Poljsko nasilno deportiranih okoli 17 000 poljskih Judov. Prepeljali so jih na mejno reko in jih prisilili, da so jo prečkali. Poljaki so večino zavrnili in jih z orožjem prisilili nazaj v vodo. Ti dogodki so trajali nekaj dni, ob tem pa je bilo nekaj Judov tudi ubitih, ko so se poskušali pretihotapiti nazaj v Nemčijo.
17-letni v Nemčiji rojeni poljski Jud Herschel Grynszpan (nem. Hermann Grünspan), ki je živel v Parizu, je v znak protesta proti nacistom in njihovemu ravnanju z njegovo družino ter Judi nasploh 7. novembra s pištolo ubil nemškega konzula v Parizu Ernsta von Ratha. Izvedel je namreč, da so njegove starše deportirali na Poljsko, ker pa so tik pred tem skupaj s tisočerimi izgnanimi poljskimi Judi, živečimi v Nemčiji, izgubili poljsko državljanstvo, so v nevzdržnih in nehumanih razmerah obtičali na nikogaršnjem ozemju med Poljsko in Nemčijo. V Parizu je bil prav tako nenehno v strahu, da ga kot nezakonitega izseljenca deportirajo v Nemčijo. Načrtovana žrtev umora je bil sicer nemški veleposlanik v Franciji grof von Welczeck, vendar je bil takrat odsoten.
Ta uboj je bil za naciste dobrodošel izgovor za »spontan« upor nemškega prebivalstva in je sprožil nasilno obračunavanje na ulicah nemških in avstrijskih mest.

## Pogrom
Vest o atentatu je prišla do Adolfa Hitlerja, ko je bil na večerji z »bojnimi tovariši« iz časov svojega boja za oblast. Hitler je po tej novici pooblastil ministra za propagando Josepha Goebbelsa, da pripravi govor in prepriča ljudstvo o nujnih ukrepih za zaščito naroda. Goebbels je z govorom prepričal vodstvo stranke, da mora akcijo izpeljati tako, da bo videti, kot da je ljudstvo samoiniciativno organiziralo demonstracije.
Akcijo so začeli izvajati po vseh večjih mestih, njen koordinator pa je bil Reinhard Heydrich. V pogromu so sodelovale enote SA, ki so bile glavni nosilci, poleg njih pa še enote SS, SD in nahujskano ljudstvo. Tarča pogroma so bili predvsem judovski trgovine, sinagoge in stanovanja. Udeleženci akcije so dobili stroga navodila, ki so se jih morali držati. Pri uničevanju je bilo treba paziti na življenje in varnost Nemcev in tujih državljanov (tudi Judov). Prav tako so morali razbijači paziti, da niso poškodovali stvari nejudovskega prebivalstva, zaželene pa so bile tudi masovne aretacije (predvsem bogatih Judov moškega spola). 
Uničenje v mestih je bilo popolno. Zjutraj 10. novembra so bile ulice polne razbitega stekla – odtod ime pogroma kristalna noč.

## Posledice
Pogrom je pomenil začetek holokavsta, neusmiljenega preganjanja judovskega prebivalstva in množičnih deportacij v taborišča. Poleg tega so nacisti sprejeli sklep, da morajo Judje za atentat na Ratha plačati nemški državi milijardo mark odškodnine.
Pogrom je sprožil val reakcij tako v Nemčiji kot v tujini. Nemci so bili razdeljeni, vendar je v njih zaradi demagogije in strahu kmalu prevladalo odobravanje, tujina pa je odgovorila z uradnimi protesti in neodobravanjem. Diplomatskih stikov z Nemčijo sicer ni prekinila nobena od držav, močno pa je upadla podpora radikalnim nacionalsocialističnim strankam, ki so v tistem času nastajale po Evropi in ZDA.

## Vir
- Schultheis, Herbert. Die Reichskristallnacht in Deutschland nach Augenzeugenberichten (Bad Neustädter Beiträge zur Geschichte und Heimatkunde Frankens 3). Bad Neustadt a. d. Saale: Rötter Druck und Verlag. 1985. ISBN 978-3-9800482-3-1.